# Everything All the Time
Everything All the Time är debutalbumet till den amerikanska, indierockgruppen Band of Horses. Albumet inspelades i Avast Studios i Seattle, Washington och släpptes 21 mars 2006. Albumet innehåller bland annat fem av sex spår från bandets Tour EP (med andra titlar) och er det enda albumet med originalmedlemmarna Mat Brooke, Chris Early och Tim Meinig.
Albumet klättrade till nummer 31 på Billboard Top Independent Albums, till nummer 191 på UK Albums Chart och nummer 58 på Sverigetopplistan.
Band of Horses framförde låten "The Funeral" på The Late Show with David Letterman. Då hade Brooke, Meinig och Early lämnad bandet och ersatts av Joe Arnone (keyboard, gitarr), Rob Hampton (gitarr, basgitarr) och Creighton Barrett (trummor). "The Funeral" har använts flitigt i film och TV. Pitchfork har albumet som nummer 109 på listan över dom 200 bästa albumen utgivna efter år 2000.

## Låtlista
1. "The First Song" – 3:43
2. "Wicked Gil" – 2:57
3. "Our Swords" – 2:26
4. "The Funeral" – 5:21
5. "Part One" – 2:36
6. "The Great Salt Lake" – 4:45
7. "Weed Party" – 3:09
8. "I Go to the Barn Because I Like The" (Matt Broke / Band of Horses) – 3:06
9. "Monsters" – 5:21
10. "St. Augustine" (Matt Broke / Band of Horses) – 2:41

(Alla låter skrivna av Ben Bridwell / Band of Horses om inget annat angetts)

## Medverkande
- Ben Bridwell – sång, gitarr, pedal steel guitar, basgitarr, piano
- Mat Brooke – elgitarr, akustisk gitarr, sång, banjo
- Chris Early – basgitarr
- Tim Meinig – trummor
- Sera Cahoone – trummor